# 黑神锅传奇
《黑神锅传奇》（英語：The Black Cauldron）是一部由華特迪士尼於1985年製作並發行的動畫電影。它的上映日期是1985年7月24日（香港則於1986年2月20日上映），為第25部華特迪士尼經典動畫長片。本片大致改编自洛伊·亞歷山大的小说《三者書》與《黑神鍋》。
本片曾在台灣上映，片名只譯為“黑神鍋”，當時以第一部寬螢幕電影為號召，不過很快就下片了；本片影音產品、電影原聲帶則從未在台湾、中国大陆發行。黑神锅传奇是第一部使用三维影像的动画片，尽管三维影像占的戏分不大。本片是迪士尼第一部被美国电影协会评为PG级的动画长片。

## 配音員
| 配音           | 配音   | 配音                               | 配音                                    | 角色                           |
| 英語           | 國語   | 粵語                               | 粵語（早年版本）                        | 角色                           |
| -------------- | ------ | ---------------------------------- | --------------------------------------- | ------------------------------ |
| Grant Bardsley | 賴緯   | 譚禹晉                             | 馮志潤                                  | 塔藍（Taran）                  |
| 蘇珊·謝里丹    | 陳貞伃 | 楊婉潼                             | 方煥蘭                                  | 艾洛薇（Eilonwy）              |
| 弗雷迪·琼斯    | 陳幼文 | 周鑫霆                             | 林保全                                  | 多爾班（Dallben）              |
| 奈杰尔·霍桑    | 康殿宏 |                                    | 馮志潤                                  | 福祿德 芬藍（Fflewddur Fflam） |
| 亞瑟·馬雷特    |        |                                    |                                         | King Eidilleg                  |
| 約翰·拜納      | 符爽   |                                    | 馮錦堂                                  | 古奇（Gurgi）                  |
| 菲爾·方德卡羅  | 夏治世 |                                    | 林保全                                  | 小爬蟲（Creeper）              |
| 約翰·赫特      | 李英立 | 陳力航                             | 譚炳文                                  | 魔角大王（The Horned King）    |
|                | 陳貞伃 |                                    | 孫明貞                                  | 歐嘉（Orgoch）                 |
|                | 吳佳樺 | 植婉雯                             | 袁淑珍                                  | 歐雯（Orwen）                  |
|                | 王華怡 |                                    | 曾慶珏                                  | 歐度（Orddu）                  |
|                | 林谷珍 | 黃尉斯 張添勝 李家傑 張振熙 馮詠恩 | 區瑞華 黃麗芳 林丹鳳 林元春 周婉侶 赤道 |                                |

## 外部連結
- 官方网站
- The Black Cauldron at Disney Archives
- 大卡通資料庫上《The Black Cauldron》的資料（英文）

- 互联网电影数据库（IMDb）上《The Black Cauldron》的资料（英文）
- TCM电影资料库上《The Black Cauldron》的资料（英文）
- Box Office Mojo上《The Black Cauldron》的資料（英文）
- 爛番茄上《The Black Cauldron》的資料（英文）
- 莫比游戏上的《The Black Cauldron (video game)》（英文）
- The Black Cauldron (point and click video game remake) （页面存档备份，存于） at SCIprogramming （页面存档备份，存于）